# Phaegoptera irregularis
Phaegoptera irregularis är en fjärilsart som beskrevs av Rothschild 1916. Phaegoptera irregularis ingår i släktet Phaegoptera och familjen björnspinnare. Inga underarter finns listade i Catalogue of Life.